# 이은원
이은원(1991년~)은 대한민국의 발레 무용수이다. 국립발레단 수석무용수를 역임했으며 현재는 워싱턴 발레단에서 활동하고 있다.

## 수상
- 2007년 중국 상하이 국제콩쿠르 2위
- 2008년 불가리아 바르나국제콩쿠르 주니어 3위